# Tuxedo (Nueva York)
Tuxedo es un pueblo ubicado en el condado de Orange en el estado estadounidense de Nueva York. En el año 2000 tenía una población de 3,334 habitantes y una densidad poblacional de 27.1 personas por km².

## Geografía
Tuxedo se encuentra ubicado en las coordenadas 41°32′30″N 74°3′47″O / 41.54167, -74.06306. Según la Oficina del Censo, la ciudad tiene un área total de 127,8 km² (49,3 mi²), de la cual 122,9 km² (47,5 mi²) es tierra y 5 km² (1,9 mi²) (3.89%) es agua.